# Federico Zeidler
Federico Zeidler (1936) pintor de afiches cinematográficos 

## Biografía
Federico Zeidler Naranjo se inició en la pintura a los 14 años en la ciudad de Vicuña. En 1955, cuando cumple 18 años llega a Antofagasta para trabajar en el Cine El Imperial. El año 1978, se trasladó a trabajar en el Teatro Nacional, donde pintó carteles de acuarelas hasta el cierre de éste, el 28 de enero de 2003.
Por más de 50 años, entre las décadas del 50 y 90, fue pintor de afiches cinematográficos en los principales cines de Antofagasta. Trabajó en el Cine Imperio, Cine Latorre, Cine Rex, Cine Nacional y Cine Gran Vía.
En 2014, realiza una serie de exposiciones en Centros Culturales de Antofagasta. Son 23 fotografías de sus pinturas que ilustran el amplio registro de sus obras durante cinco décadas. En el Centro de FCAB presenta “Exposición de ilustraciones de cine de don “Federico Zeidler”” y en La biblioteca regional de Antofagasta “Exposición en Café Letra y Música: Pintura, cine y fotografía se conjugan en Cinema Federico”
Por este aporte a la historia de las salas de cine y ser reconocido como un personaje destacado en Antofagasta, es que el 2015 es nominado al Ancla de Oro por la Corporación Cultural de Antofagasta

## Homenajes
- 2013 - Una vida de película, entrevista realizada por el escritor, Víctor Bórquez, el periodista, Roberto Polanco y el comunicador audiovisual, Danilo Campos[6]

- 2014 - Homenaje a Don Federico Zeidler Naranjo “El maestro del pincel” [7]

- 2014 - Conversatorio acerca del desarrollo del cine en Antofagasta, como homenaje a Don Federico Segundo Zeidler Naranjo[8]

## Prensa
- 2011 - Aquellos cines de antaño por Víctor Bórquez[9]

- 2005 - Extractos: "El cine es como mi amante" por Carla González[10]
- 2016 - Por amor al séptimo arte: La vida del pintor de carteles del norte por Andre Malebrán 11